# Jalacingo
Jalacingo è una municipalità dello stato di Veracruz, nel Messico centrale, il cui capoluogo è la località omonima.
Conta 40.747 abitanti (2010) e ha una estensione di 208.12 km². 	 		
Il significato del nome della località in lingua nahuatl è luogo della piccola spiaggia.